# 羅克米爾斯 (阿拉巴馬州)
羅克米爾斯（英語：Rock Mills）是一個位於美國阿拉巴馬州蘭道夫縣的非建制地區和人口普查指定地區。根據2010年美國人口普查，該地人口為600人，而該地的面積約為16.39平方千米。

## 地理
羅克米爾斯的座標為33°09′37″N 85°17′25″W / 33.16028°N 85.29028°W，而該地最高點為海拔高度238米（即781英尺）。